# Zistersdorf
Zistersdorf est une commune autrichienne du district de Gänserndorf en Basse-Autriche.

## Histoire
En 1930 fut découvert du pétrole sur le territoire de la municipalité, et en 1934 il en était pompé 30 tonnes par jour.
Les Alliés bombardèrent les sites de production les 16 et 26 juin 1944 — sans grands résultats.
À la fin de la seconde guerre mondiale, Zistersdorf fut le dernier site de production de pétrole restant aux forces allemandes. L'Armée rouge s'en empara courant avril 1945.